# Monacos flagga
Monacos flagga antogs den 4 april 1881 av fursten Karl III efter att Monaco, i och med det fransk-monegaskiska avtalet från 1861, upphörde att vara ett protektorat under kungariket Sardinien. Rött och vitt har varit furstehuset Grimaldis färger sedan 1331, och dessa återfinns även i ättens vapensköld. Flaggan har samma fält och färger som Indonesiens flagga, men skiljer sig från denna genom att vara mer kvadratisk. Proportionerna är 4:5.